# 希良梨
希良梨（1980年10月23日—）、日本女演員，琉球人，東京都出身，從小在沖繩長大。身高157cm、血型A型。興趣是跳舞、唱歌、聽音樂。
本名：豐元希良梨，12歲在日本出道，16歲客串木村拓哉擔綱的日劇《快遞高手》，17歲在《麻辣教師GTO》飾演學生妹水樹奈奈子而成名。2007年開始在台灣發展，2008年7月28歲的希良梨與曾在台灣劇組工作的34歲台灣人Anko在日本低調完婚，希良梨淡出演藝圈，住在台灣，育有一子。。(據2008年12月27日台灣蘋果日報報導，她已與台灣的工作人員相戀結婚)。2012年希良梨回到日本，2013年重新在日本展開演藝活動，2015年1月8日日媒「Modelpress」刊出希良梨的訪問。

## 基本資料
- 身高:157cm
- 星座:天蠍座
- 血型:A
- 體重:40kg
- 興趣:跳舞、聽音樂
- 目標、憧憬女星：娜塔利波特曼(飾演星際大戰前傳的阿米達拉女王)
- 原屬研音經紀公司的旗下女優，首次曝光是以：「kirari」的名美術家初次亮相。

## 演出作品

### 電視劇
- 快遞高手
- 戀愛Y世代
- GTO麻辣教师
- 只有可愛不行嗎

## 外部連結
- 希良梨的Facebook專頁
- 希良梨的Instagram帳戶
- YouTube上的希良梨頻道